# ناصر معاشي
ناصر معاشي (بالهولندية: Nassir Maachi)‏ (9 سبتمبر 1985 بناردن في هولندا - ) هو لاعب كرة قدم هولندي في مركز الهجوم. لعب مع بي إي سي زفوله ونادي أوترخت ونادي أيك لارنكا ونادي بيركيركارا ونادي دوردريخت ونادي فلامورتاري فلوره ونادي كامبور ونادي بافوس.

## وصلات خارجية
- ناصر معاشي على موقع قاعدة بيانات كرة القدم.إي يو (الإنجليزية)
- ناصر معاشي على موقع Soccerway.com (الإنجليزية)
- ناصر معاشي على موقع عالم كرة القدم.نت (الإنجليزية)